# Polski Cmentarz Wojenny w Casamassima
Polski Cmentarz Wojenny pod Casamassima, wł. potocznie il cimitero polacco lub il cimitero Korpusu – pierwszy z czterech polski cmentarz wojennych na terenie Włoch utworzony na południu kraju, w miejscowości Casamassima koło Bari. Znajduje się na nim około 431 grobów. Ten mały, najbardziej ’włoski’ w charakterze cmentarz ozdobiony drzewostanem typowym dla tego regionu śródziemnomorskiego leży między otaczającymi go winnicami.

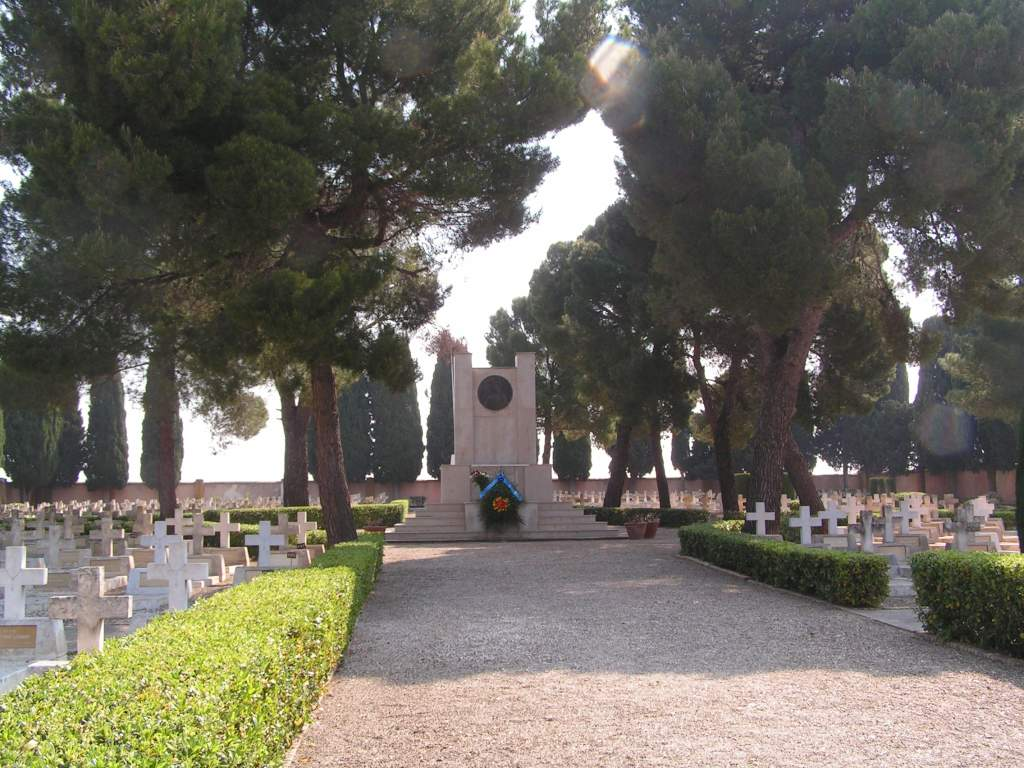
Pośrodku płaskiego terenu ustawiono ołtarz polowy z wizerunkiem Matki Bożej Miłosierdzia z Ostrej Bramy w Wilnie i inskrypcją: Nie siłą prawa złamani - mężnie i szlachetnie zginęli.

Pochowano tam uczestników walk na Linii Gustawa nad rzeką Sangro, a także żołnierzy, którzy zostali ranni pod Monte Cassino i zmarli w szpitalach Bari i Neapolu. Spoczął tam także zmarły w 1946 roku obrońca Westerplatte major Henryk Sucharski, który po prawie sześciu latach niemieckiej niewoli został dowódcą batalionu strzelców w II Korpusie Polskim. Jego prochy przewieziono później do kraju. Na bramie wejściowej przypomniano słowa Apostoła Narodów: „W dobrych zawodach uczestniczyłem, wiary ustrzegłem...”
Podczas jednej z wizyt we Włoszech, 4 czerwca 1957 roku, Casamassimę odwiedził kardynał Stefan Wyszyński. Złożył hołd poległym żołnierzom na Polskim Cmentarzu Wojennym i w kilku zdaniach wyraził wielki szacunek za ich oddanie do ojczyzny: 
„Życzę sobie, aby rodziny tych umiłowanych dzieci, którzy walczyli za wolność wszystkich narodów, mogły jak najszybciej przyjechać tutaj i zabrać do ojczyzny radosne wrażenie, którego ja dzisiaj doświadczyłem, widząc te zadbane groby z wielka wrażliwością przez włoskich braci. To kawałek Polski, gdzie zebrano w oczekiwaniu na wieczne życie 431 najlepszych synów, pamiętanych w modlitwie tych, którzy przez długie lata, w imię bólu, który nie ma granic, zastąpili z żalem matki niemogące zapłakać nad grobami ich najdroższych”.
Cmentarz jest zadbany, opiekują się nim władze miejskie i Konsul Honorowy w Bari.